# Domenico Zainy
Domenico Zainy Vigliena Montespin (Napoli, 19 maggio 1832 – dopo il 1897) è stato un ingegnere e politico italiano.

## Biografia
Ufficiale di artiglieria con Garibaldi dopo la presa di Palermo, fu ingegnere del Genio Civile prima per il Regno delle due Sicilie poi per il Regno di Sardegna. Specializzato in costruzioni idrauliche, progettò e costruì importanti porti del regno, ampliò il porto di Napoli con la costruzione di nuovi moli, eresse la cupola del Santuario dello Spirito Santo di Torre Annunziata.

## Carriera politica
In politica fu Deputato del Regno d'Italia ininterrottamente dalla XVI alla XIX legislatura, risultando eletto, per la XVIII nel Collegio elettorale di Torre Annunziata.

## Onorificenze
È cittadino onorario in nove comuni.

## Opere
- Domenico Zainy, Commemorazione di Alfredo Baccarini alla Società degli ingegneri e degli architetti italiani in Roma, Roma, Tipografia f.lli Centenari, 1891.
- Domenico Zainy, Sui danni prodotti all'antemurale in costruzione nel porto di Civitavecchia dal maremoto del 6 gennaio 1895 e dalle successive tempeste e mareggiate: relazione di Domenico Zainy e Ignazio Inglese, Roma, Tipografia del Genio Civile, 1895.
- Domenico Zainy, Relazione sul progetto di costruzione di un bacino da carenaggio nel Porto di Napoli, Roma, Tipografia Sallustiana, 1896.
- Domenico Zainy, Sul completamento delle difese e della costruzione di uno stabilimento di raddobbo pel Porto di Napoli, Napoli, Tipografia della Società Anonima Cooperativa, 1898.
- Domenico Zainy, Sul completamento delle difese del porto di Napoli, Napoli, Stabilimento tipografico Michele Gambella, 1899.